# Novara Calcio 1998-1999

## Divise e sponsor
| 1ª divisa | 2ª divisa | 3ª divisa |

## Rosa
| N. |                   | Ruolo | Calciatore            |
| -- | ----------------- | ----- | --------------------- |
|    | Italia (bandiera) | C     | Patrick Agazzone      |
|    | Italia (bandiera) | P     | Alessandro Bianchessi |
|    | Italia (bandiera) | C     | Riccardo Bracaloni    |
|    | Italia (bandiera) | A     | Giorgio Carbone       |
|    | Italia (bandiera) | C     | Giancarlo Cavaliere   |
|    | Italia (bandiera) | D     | Filippo Cervato       |
|    | Italia (bandiera) | C     | Gianmario Consonni    |
|    | Italia (bandiera) | D     | Davide Corti          |
|    | Italia (bandiera) | C     | Roberto Cretaz        |
|    | Italia (bandiera) | C     | Marco Cunico          |
|    | Italia (bandiera) | C     | Vincenzo Garofalo     |
|    | Italia (bandiera) | P     | Andrea Giangaspare    |
|    | Italia (bandiera) | C     | Riccardo Gissi        |
|    | Italia (bandiera) | D     | Gualtiero Grandini    |

| N. |                   | Ruolo | Calciatore        |
| -- | ----------------- | ----- | ----------------- |
|    | Italia (bandiera) | C     | Andrea Guernier   |
|    | Italia (bandiera) | C     | Giuseppe Liperoti |
|    | Italia (bandiera) |       | Marchesi          |
|    | Italia (bandiera) | D     | Paolo Morganti    |
|    | Italia (bandiera) | C     | Marco Morlacchi   |
|    | Italia (bandiera) | P     | Roberto Perrone   |
|    | Italia (bandiera) | A     | Luigi Petrone     |
|    | Italia (bandiera) |       | Pinato            |
|    | Italia (bandiera) | D     | Pietro Pravatà    |
|    | Italia (bandiera) | C     | Stefano Preti     |
|    | Italia (bandiera) | D     | Fabio Rossi       |
|    | Italia (bandiera) | C     | Roberto Torchio   |
|    | Italia (bandiera) |       | Zocchi            |